# Agra (dystrykt)
Dystrykt Agra (hindi आगरा ज़िला, urdu آگرہ ضلع) – jeden z 75 indyjskich dystryktów stanu Uttar Pradesh. W jego skład wchodzi 6 taluków:
- Etmadpur
- Agra
- Kiraoli
- Kheragarh
- Fatehabad
- Bah

W dystrykcie w 2011 roku zamieszkiwało 4 380 793 osób, w tym 2 364 953 mężczyzn i 2 053 844 kobiet. Umiejętność czytania i pisania opanowało 62,6% mieszkańców, w tym 74,6% mężczyzn i 48,3% kobiet. Używanym językiem jest bradź.